# 2473 Heyerdahl
2473 Heyerdahl је астероид главног астероидног појаса са средњом удаљеношћу од Сунца која износи 2,241 астрономских јединица (АЈ).
Апсолутна магнитуда астероида је 13,2.